# Château de Severndroog

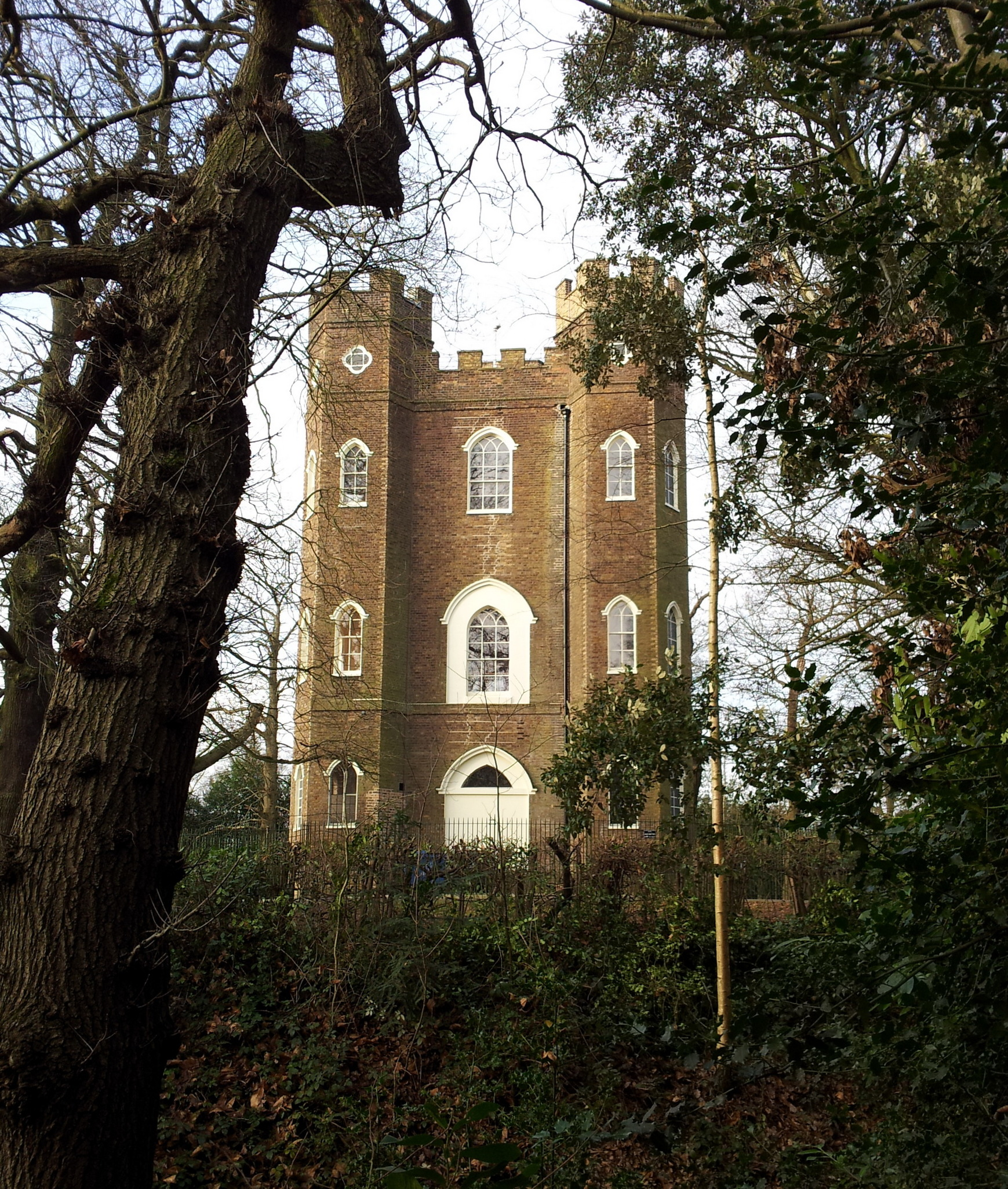
Château de Severndroog à Castle Wood

Le château de Severndroog est une folie située à Oxleas Wood, sur Shooter's Hill, dans le sud-est de Londres, dans le Royal Borough de Greenwich. Il a été conçu par l'architecte Richard Jupp, avec la première pierre posée le 2 avril 1784 . 
Il a été construit pour commémorer le commodore Sir William James qui, en avril 1755, a attaqué et détruit la forteresse insulaire de Suvarnadurg (alors rendue en anglais : Severndroog) de l'empire Maratha sur la côte ouest de l'Inde, entre Mumbai et Goa. James est décédé en 1783 et le château a été construit en sa mémoire par sa veuve, Lady James of Eltham. 
Désigné édifice classé Grade II * en 1954 ,  le château de style gothique fait 19 mètres de haut, a une forme triangulaire, avec une tourelle hexagonale à chaque coin. De sa position élevée, il offre une vue sur Londres, avec des caractéristiques dans sept comtés différents visibles par temps clair. 

## Histoire

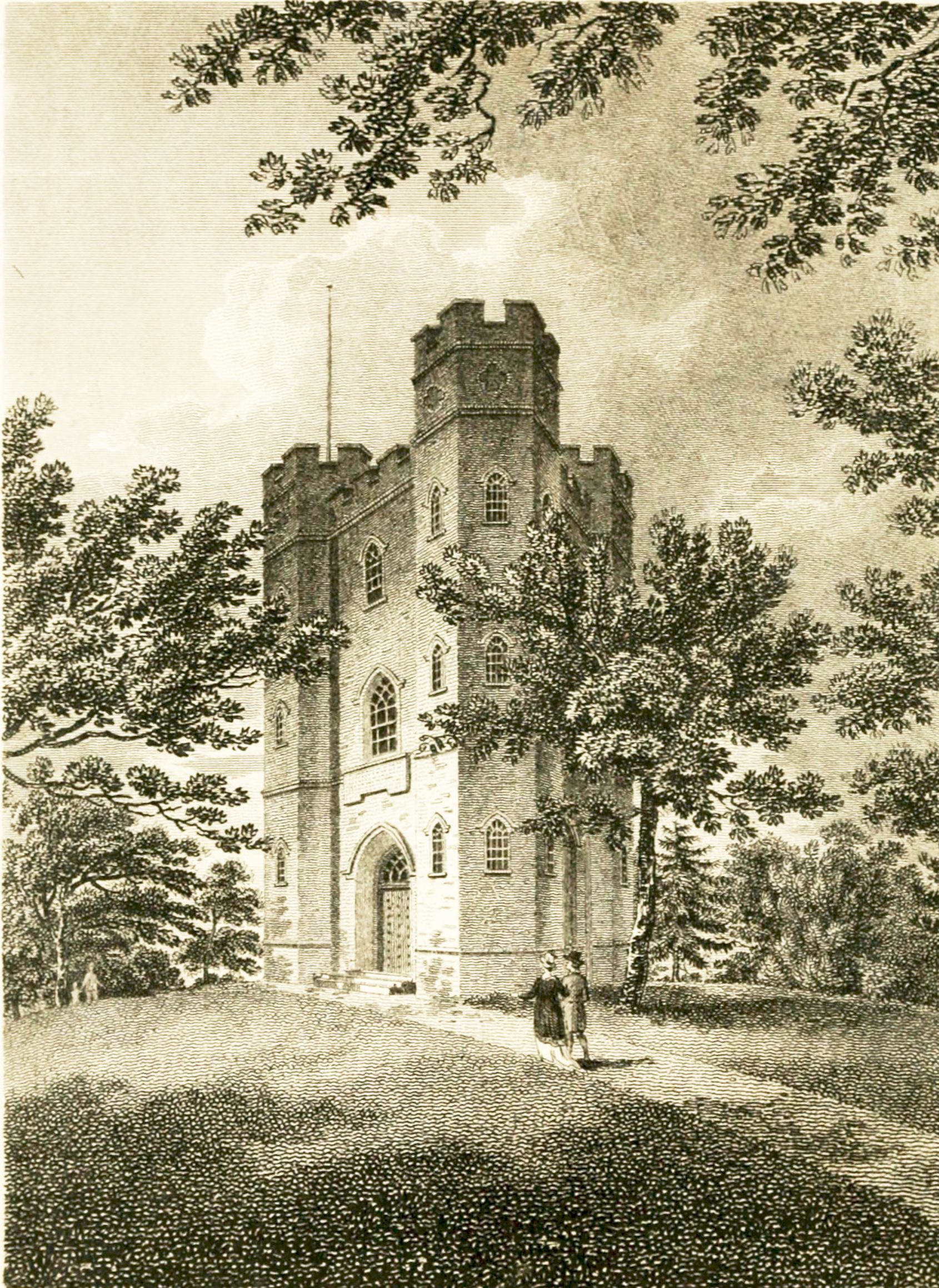
Gravure, v. 1815

La tour a été utilisée par le général William Roy dans son levé trigonométrique reliant l'Observatoire Royal Greenwich voisin à l'Observatoire de Paris ; un théodolite de 36 pouces (0,91 m) (maintenant au Science Museum de Londres) a été temporairement installé sur son toit. Cette enquête anglo-française (1784-1790) a conduit à la formation de l'Ordnance Survey. En 1848, les Royal Engineers ont utilisé le château pour leur enquête sur Londres . 
Après la mort de Lady James en 1798, le bâtiment est passé entre les mains de divers propriétaires fonciers, dont John Blades, un ancien shérif de Londres, un M. Barlow (propriétaire de navire) qui a construit Castle Wood House à proximité et Thomas Jackson (chemin de fer et quais, entrepreneur d'Eltham Park)  . Le 18 août 1845, la tour a été visitée par le diariste William Copeland Astbury, qui a enregistré la tour, la disposition, la propriété et l'état  . En 1922, la tour a été achetée par le London County Council et elle est devenue une attraction touristique locale avec un salon de thé au rez-de-chaussée servant des boissons et des gâteaux. En 1986, lorsque le GLC a été aboli, la responsabilité de Severndroog est passée au Greenwich Council . 

### Restauration
En 1988, le conseil local ne pouvait plus s'occuper de l'entretien du bâtiment et il a été débarqué. En 2002, un groupe communautaire, le Severndroog Castle Building Preservation Trust, a été créé. En 2004, il a figuré dans la série de la BBC Restoration dans le but d'obtenir le soutien d'un programme de travail pour restaurer le bâtiment et l'ouvrir au public . 
En juillet 2013, les travaux de rénovation du château, financés par une subvention de 595 000 livres du Heritage Lottery Fund, ont commencé, et il a été officiellement rouvert au public le 20 juillet 2014 . 
Les sentiers de longue randonnée de Green Chain Walk et Capital Ring traversent Eltham Common et Castle Wood et passent devant le château entre Shooter's Hill et Eltham. 

L'ensemble du château, ou tout simplement la salle William James au deuxième étage, peut être loué pour des mariages, des réceptions, des événements privés et des réunions. Le château est ouvert au public. 

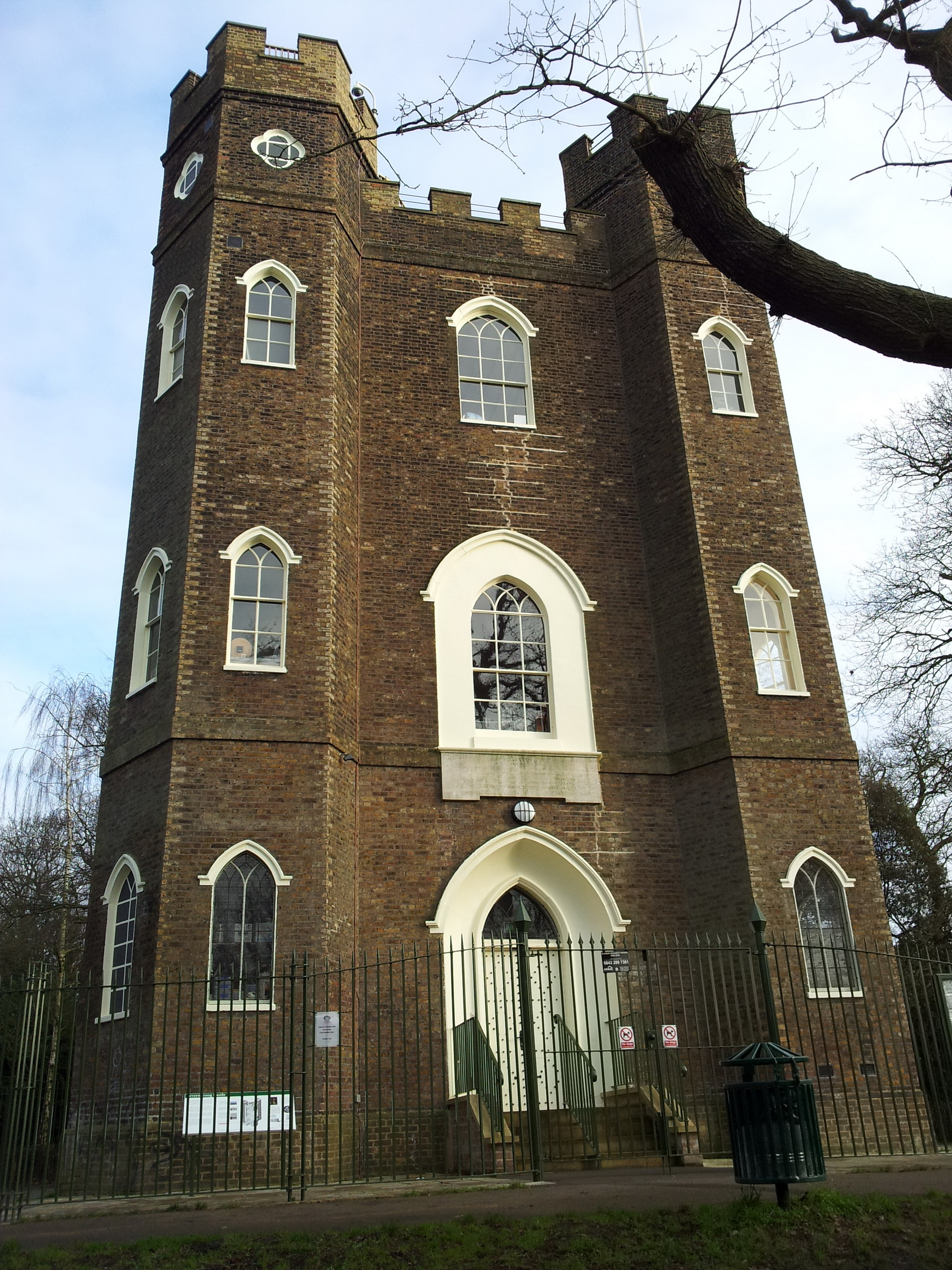
Vue du sud
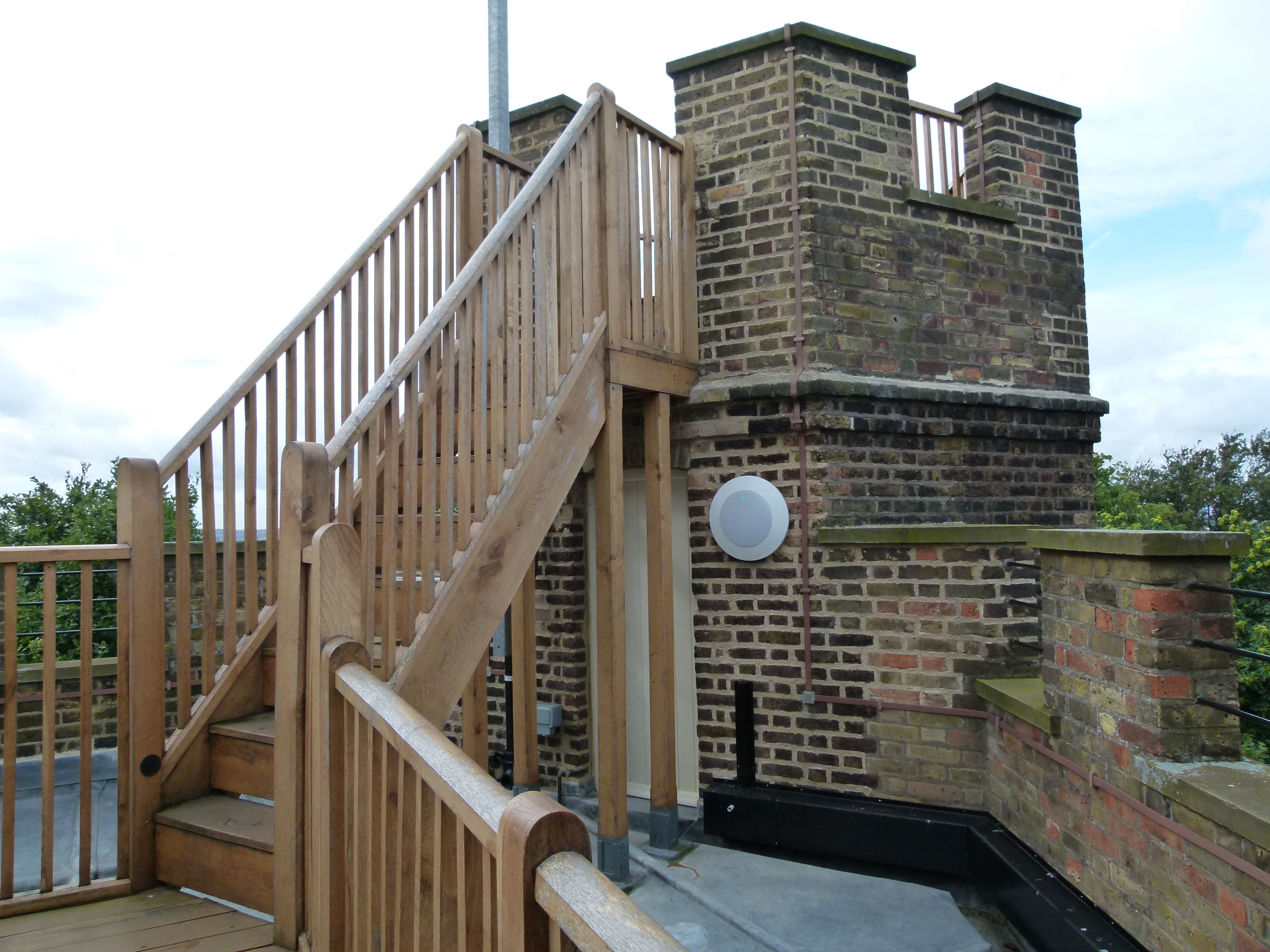
Plateforme d'observation
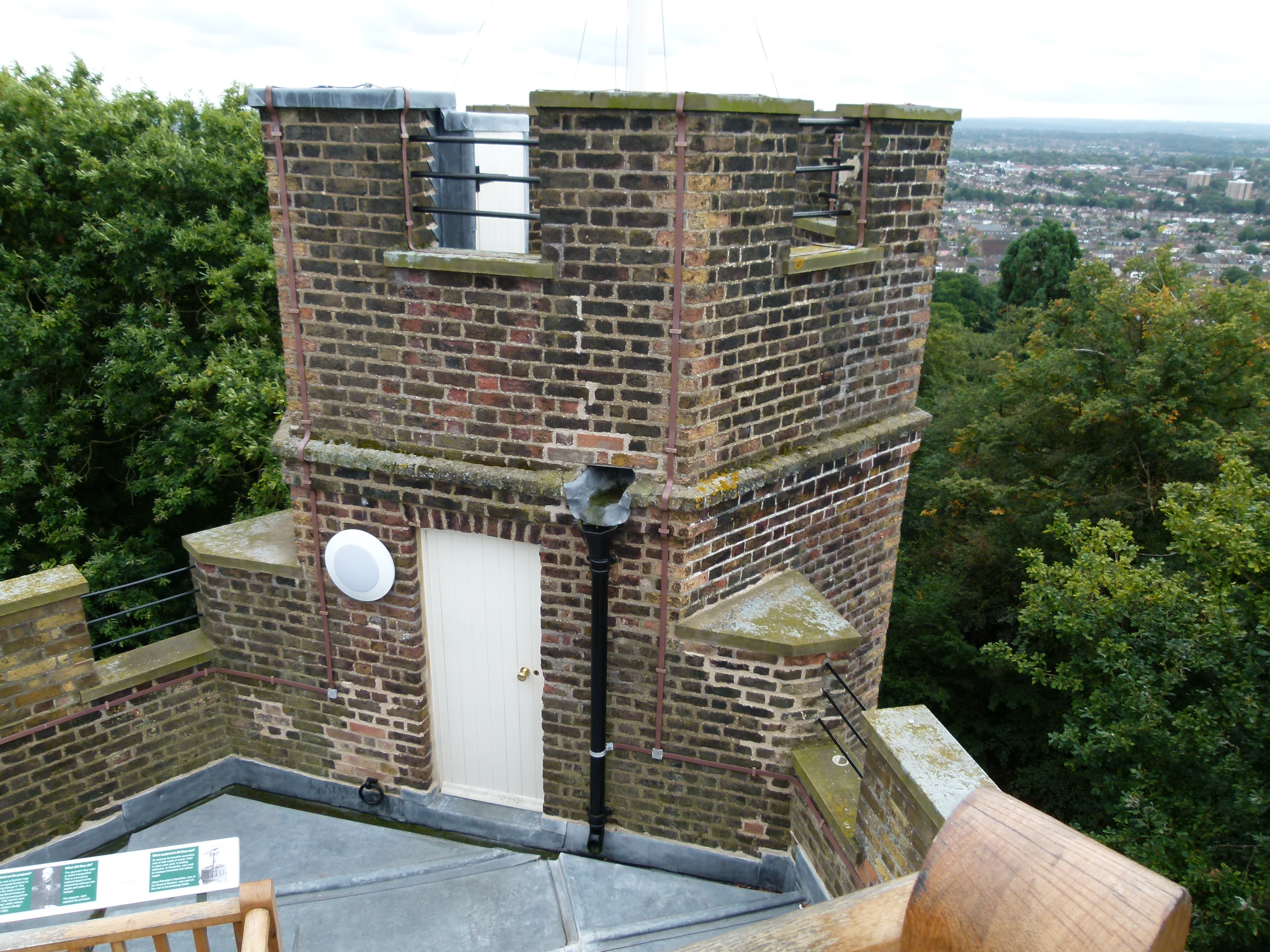
Tourelle est
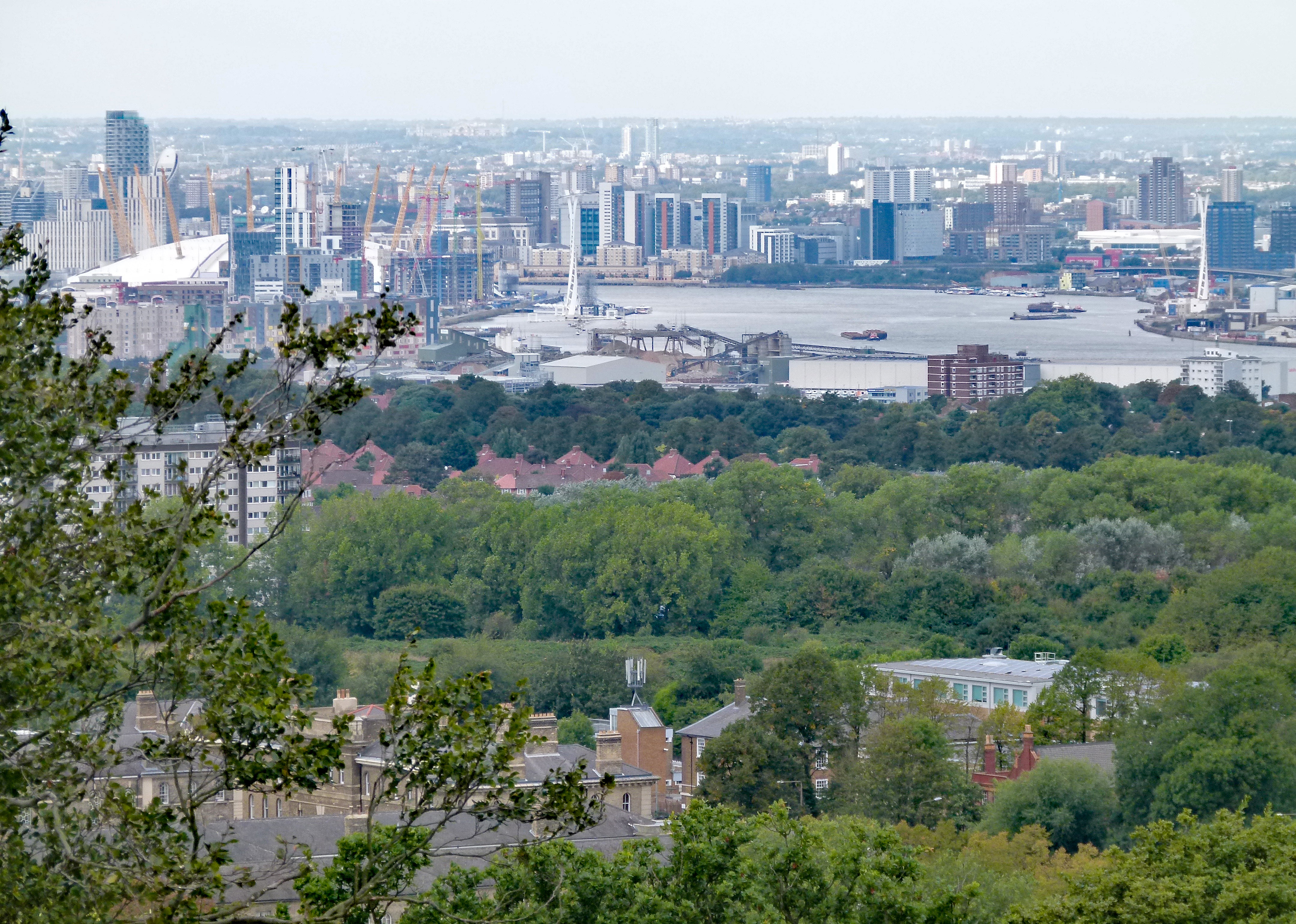
Vue vers le nord-ouest
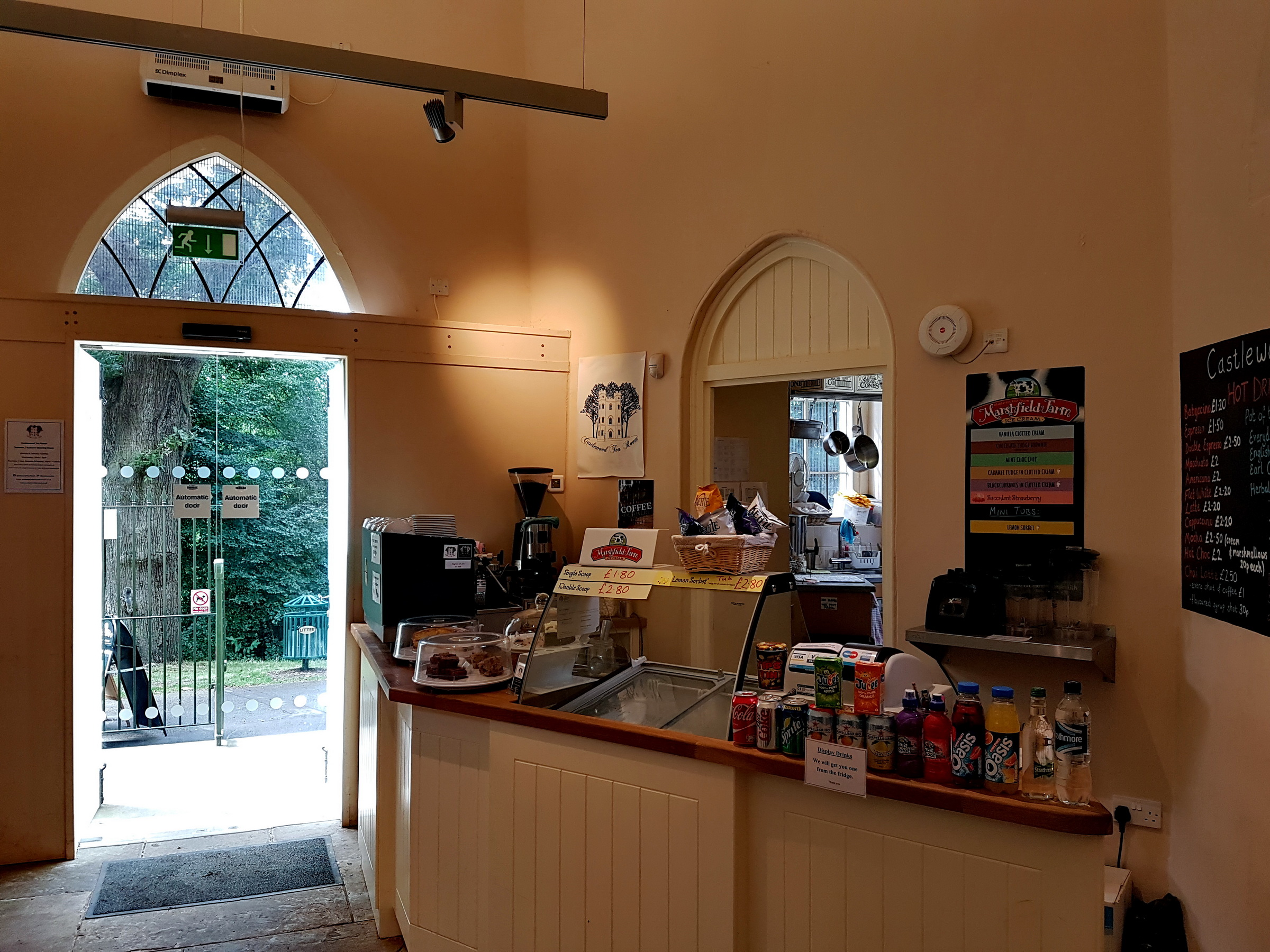
Café au rez-de-chaussée
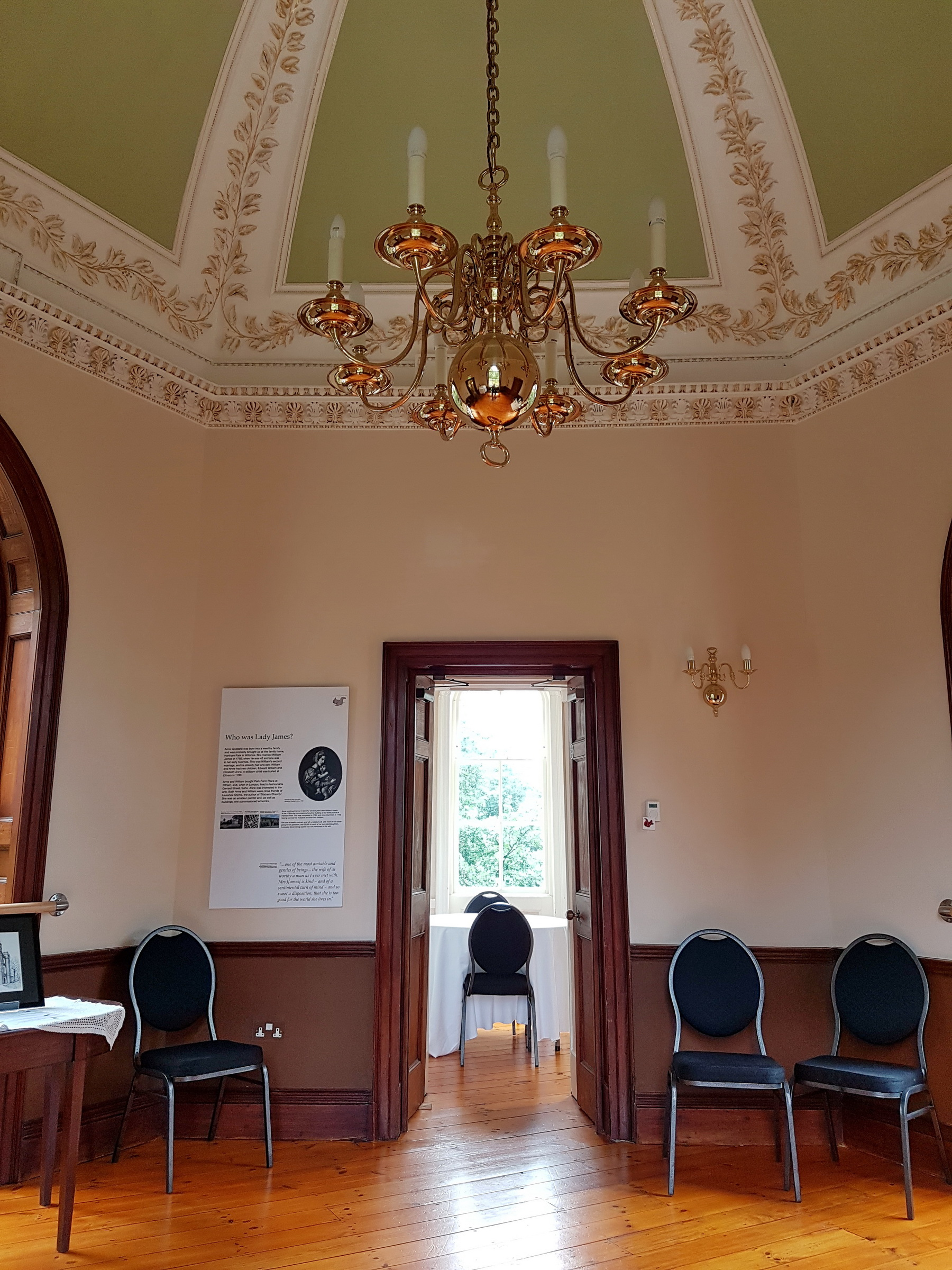
Premier étage
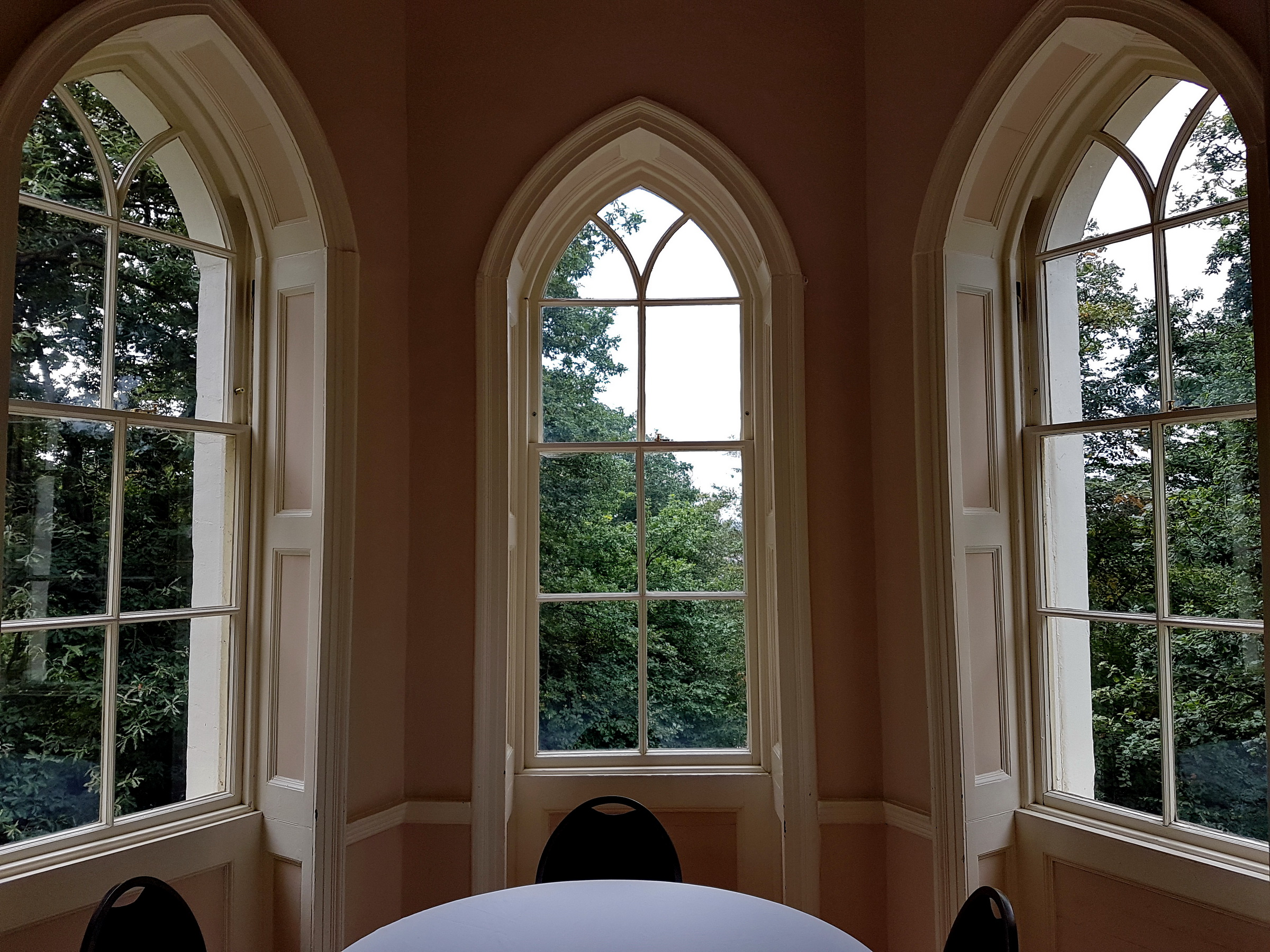
Premier étage, tourelle est
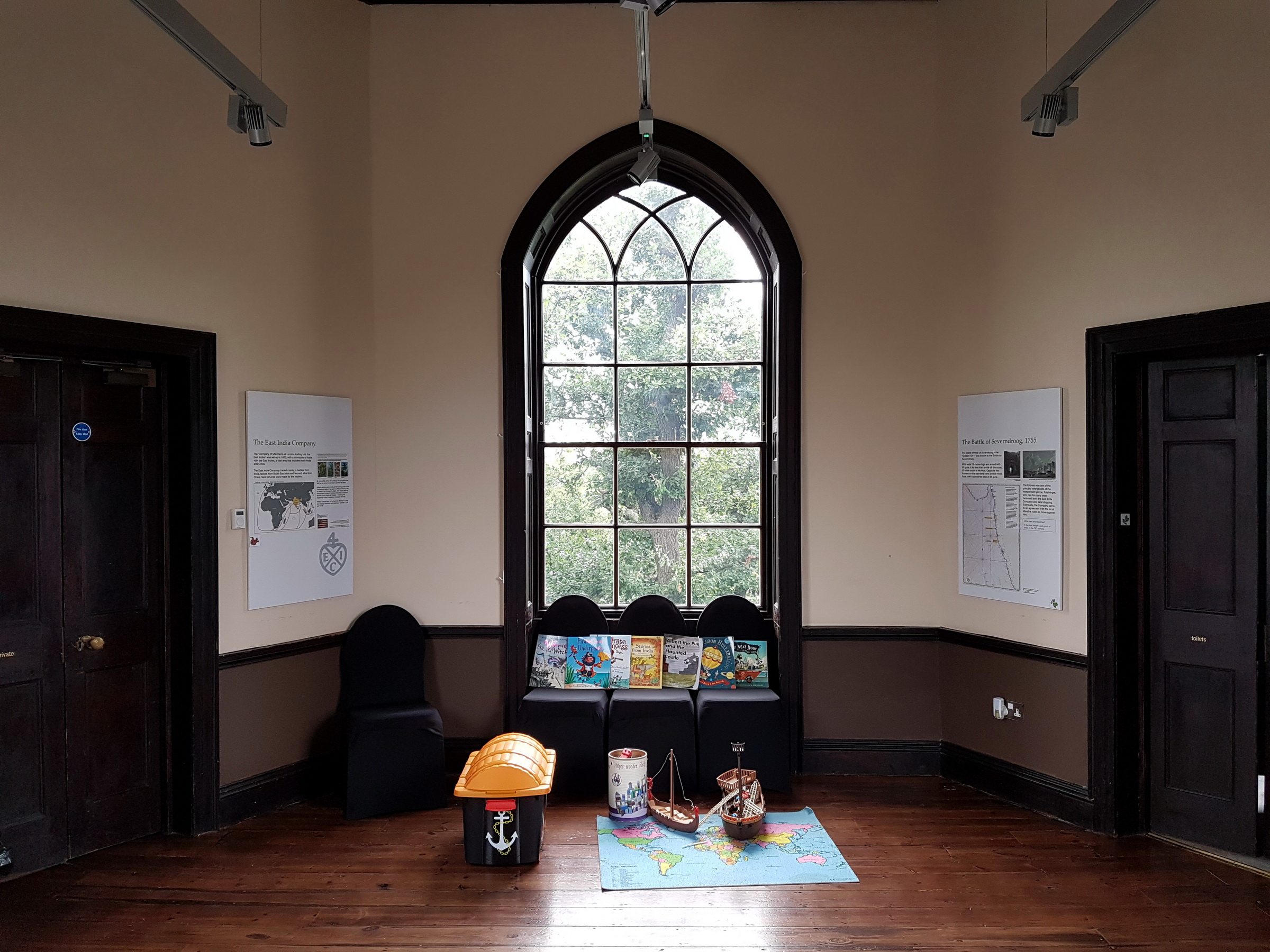
Deuxième étage